# Enrique Hermitte
Enrique Martín Hermitte (* 24. April 1871 in Buenos Aires; † 28. Januar 1955 ebenda) war ein argentinischer Ingenieur, Geologe und Gründer der geologischen Landesaufnahme von Argentinien (Servicio Geológico Minero) und deren Direktor von der Gründung 1904 bis 1922.

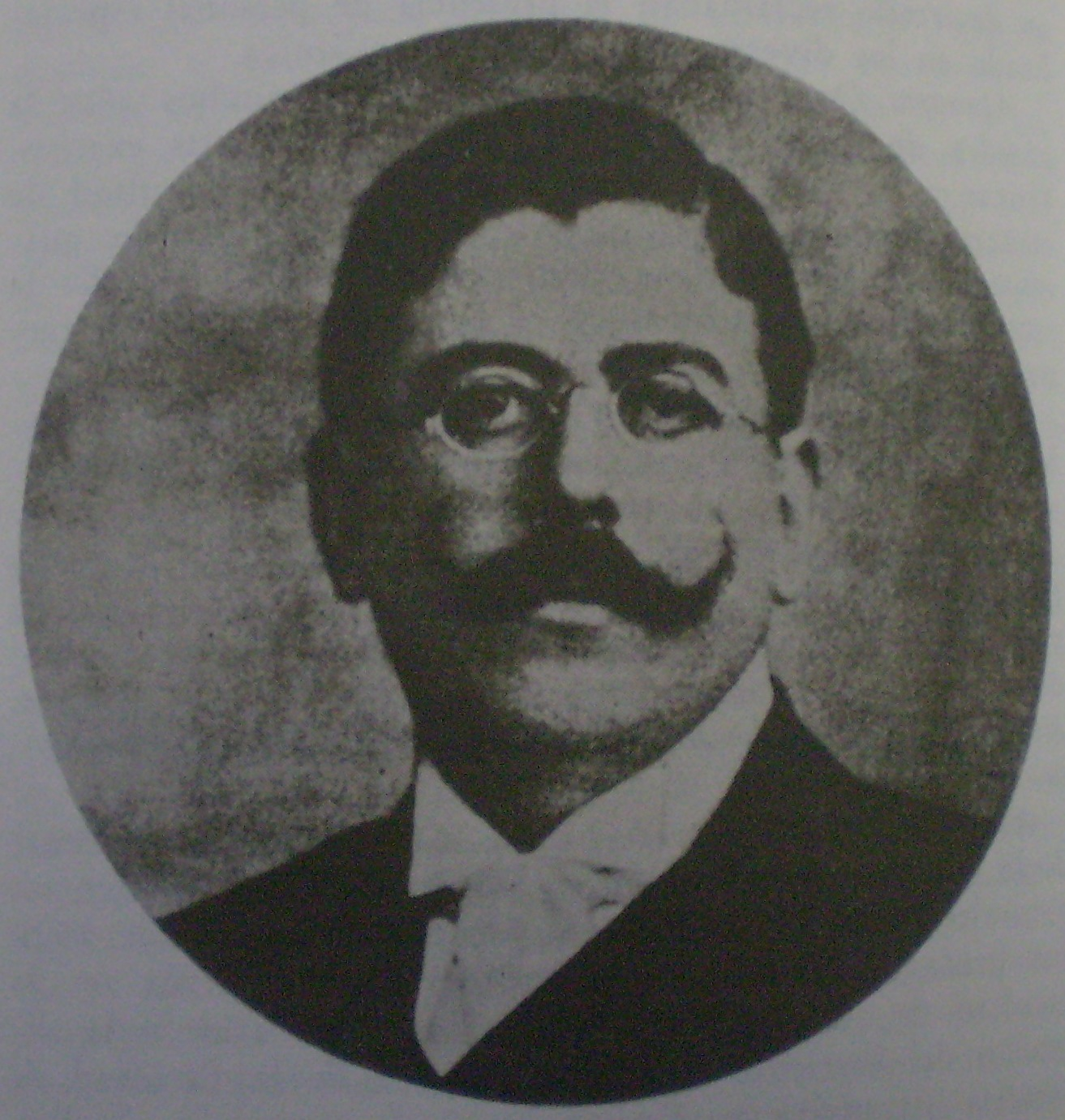
Enrique Hermitte

## Leben
Hermitte holte Geologen aus Europa in die systematische geologische Landesaufnahme (anfangs Hans Keidel, Anselm Windhausen, Heinrich Gerth, Richard Stappenbeck, in unterstützender Funktion Walther Schiller, Wilhelm Bodenbender, später u. a. Helge Backlund, Walther Penck, Guido Bonarelli, H. Hausen, Paul Gröber) und förderte junge argentinische Nachwuchsgeologen. Das führte bald zur Erschließung erster Ölvorkommen in Argentinien (Comodoro Rivadavia 1907 und später im Plaza Huincul 1918). Anhaltspunkte für deren Vorhandensein (wie bituminöses Gestein) waren schon länger bekannt. Die Entdeckung machte Argentinien unabhängiger von Kohleimporten besonders aus England. 
Hermitte studierte Bergbau an der École Nationale Supérieure des Mines in Paris mit dem Abschluss 1895 und in Buenos Aires (Abschluss 1901). 1897 bis 1901 arbeitete er in der Grenzziehung zu Chile, dann für die Telegraphenverbindungen und schließlich für die Abteilung Geologie, Hydrologie und Bodenschätze.
Außerdem war er 1904 bis 1922 Professor an der nationalen Industrieschule und lehrte an der Fakultät für Landwirtschaft Mineralogie und schließlich in der naturwissenschaftlichen Fakultät in Buenos Aires.
Er war Mitglied der Academia de Ciencias Exactas, Físicas y Naturales und der Sociedad Científica Argentina und des Centro Argentino de Ingenieros.